# Koska Helvacisi

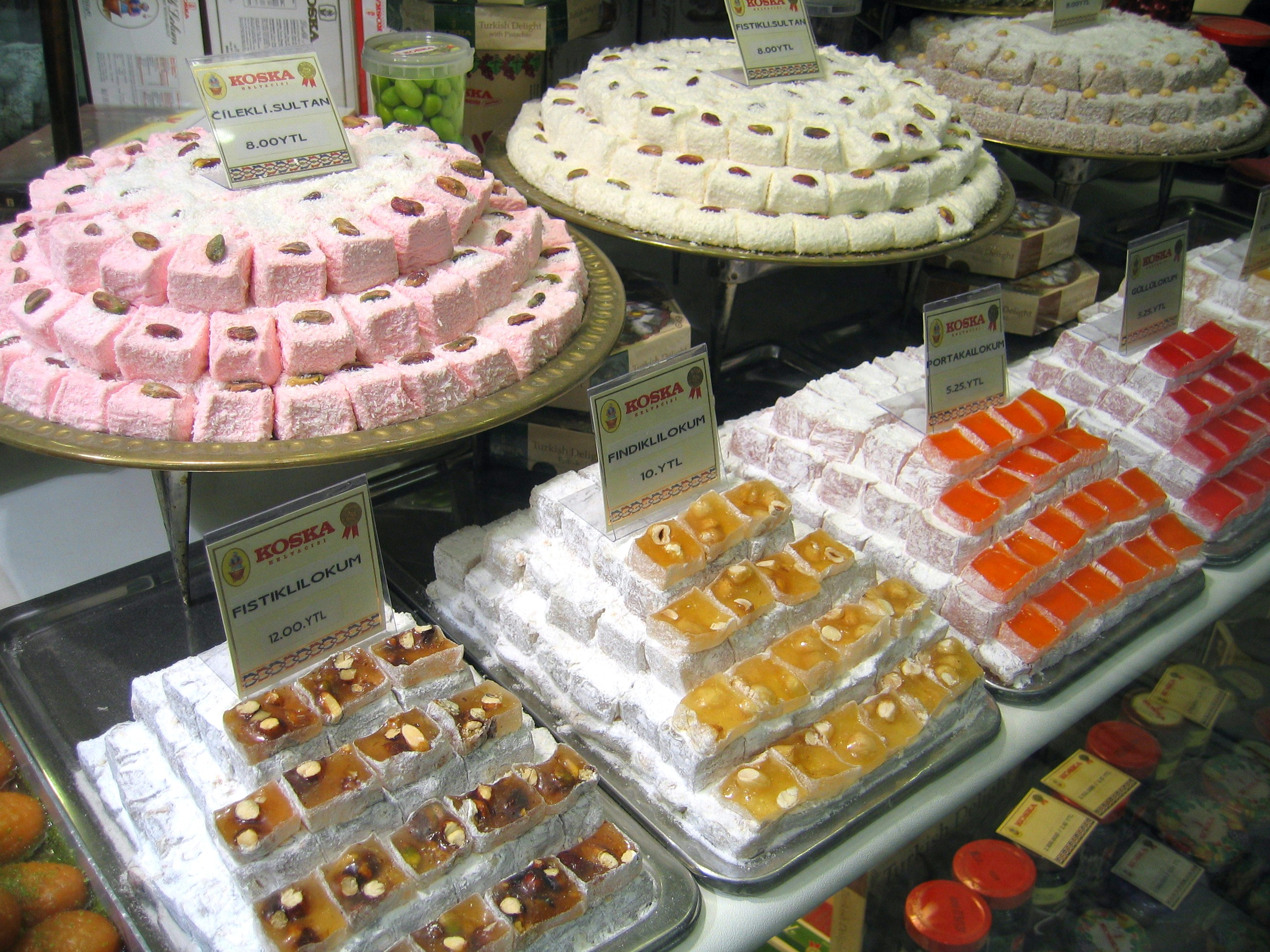
Різновиди турецького лукуму Кошка на виставці у вітрині однієї з філій у Стамбулі.

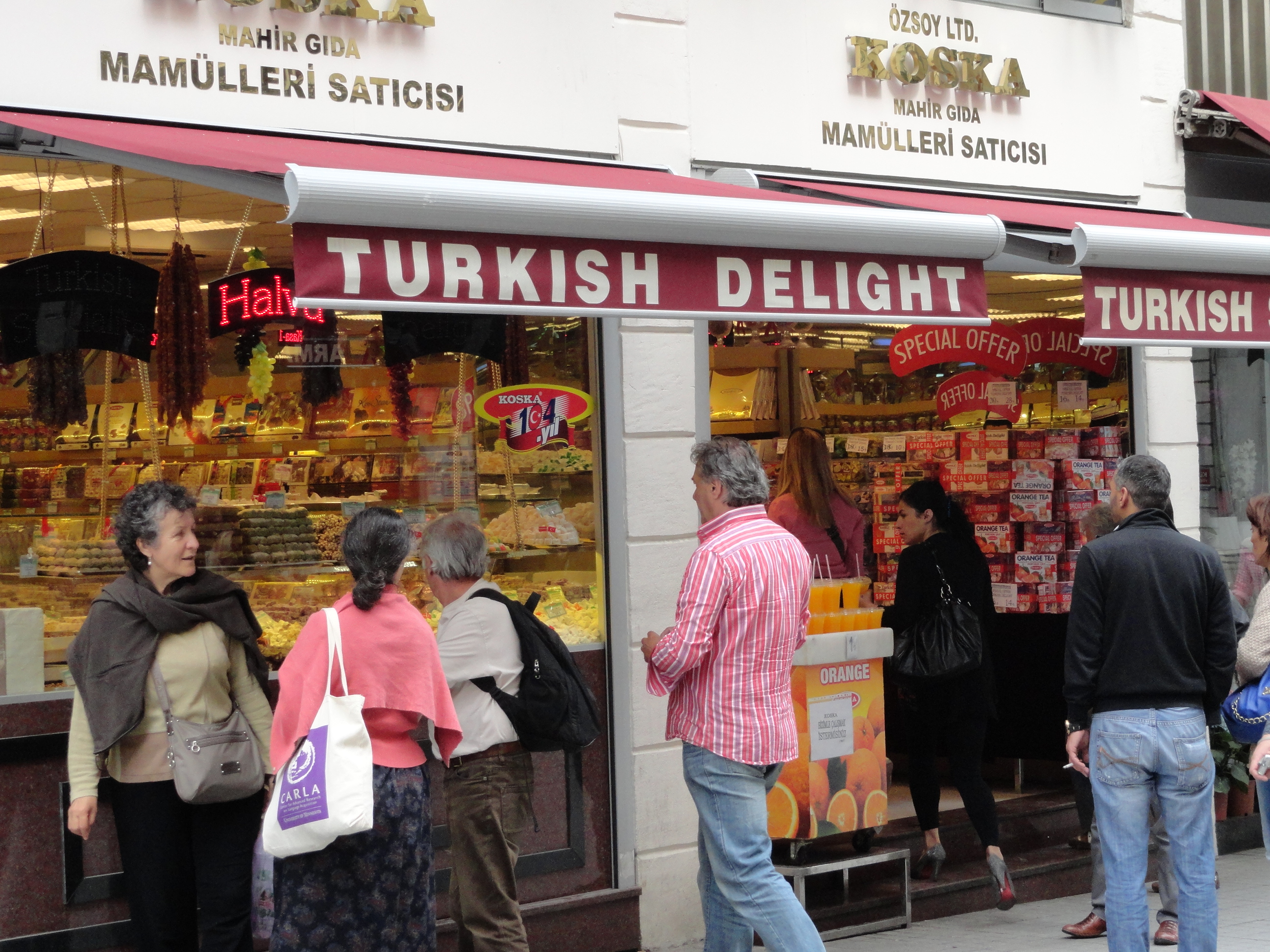
Магазин "Кошка" в Стамбулі

Koska Helvacısı (укр. Коска Хелвасі) або просто Koska (укр. Коска) є провідною торговою маркою виробництва халви та лукуму в Туреччині.

## Назва
Свою назву компанія отримала від свого старого місця розташування в стамбульському районі Коска. "Helvacisi" турецькою означає виробник або продавець солодощів.